# Frankfurt-Nordweststadt
Koordinaten: 50° 10′ N, 8° 38′ O
Die Nordweststadt ist eine Großsiedlung in Frankfurt am Main, die 1962 bis 1968 auf Freiflächen zwischen den bestehenden Stadtteilen Niederursel, Heddernheim und Praunheim entstand.
Die Nordweststadt ist administrativ kein eigenständiger Stadtteil, sondern steht auf den Gemarkungen der Stadtteile Heddernheim, Niederursel und zu einem kleinen Teil Praunheim. Politisch zählt sie zum Ortsbezirk 8. In der Szene, bei Jugendlichen und bei dort Aufgewachsenen wird die Nordweststadt auch „Nordi“ genannt. 

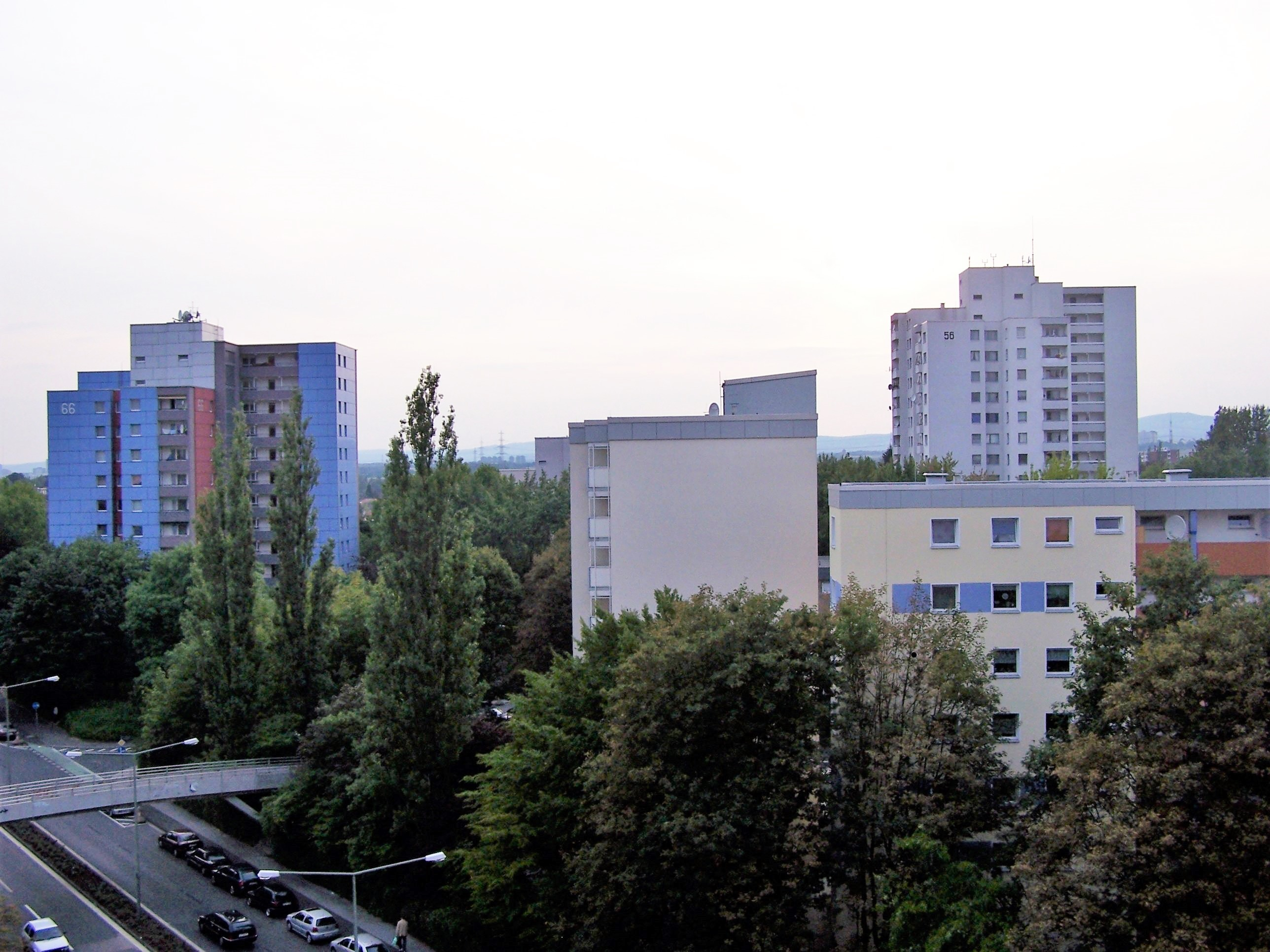
Nordweststadt, Gesehen vom Nordwestzentrum

## Geschichte

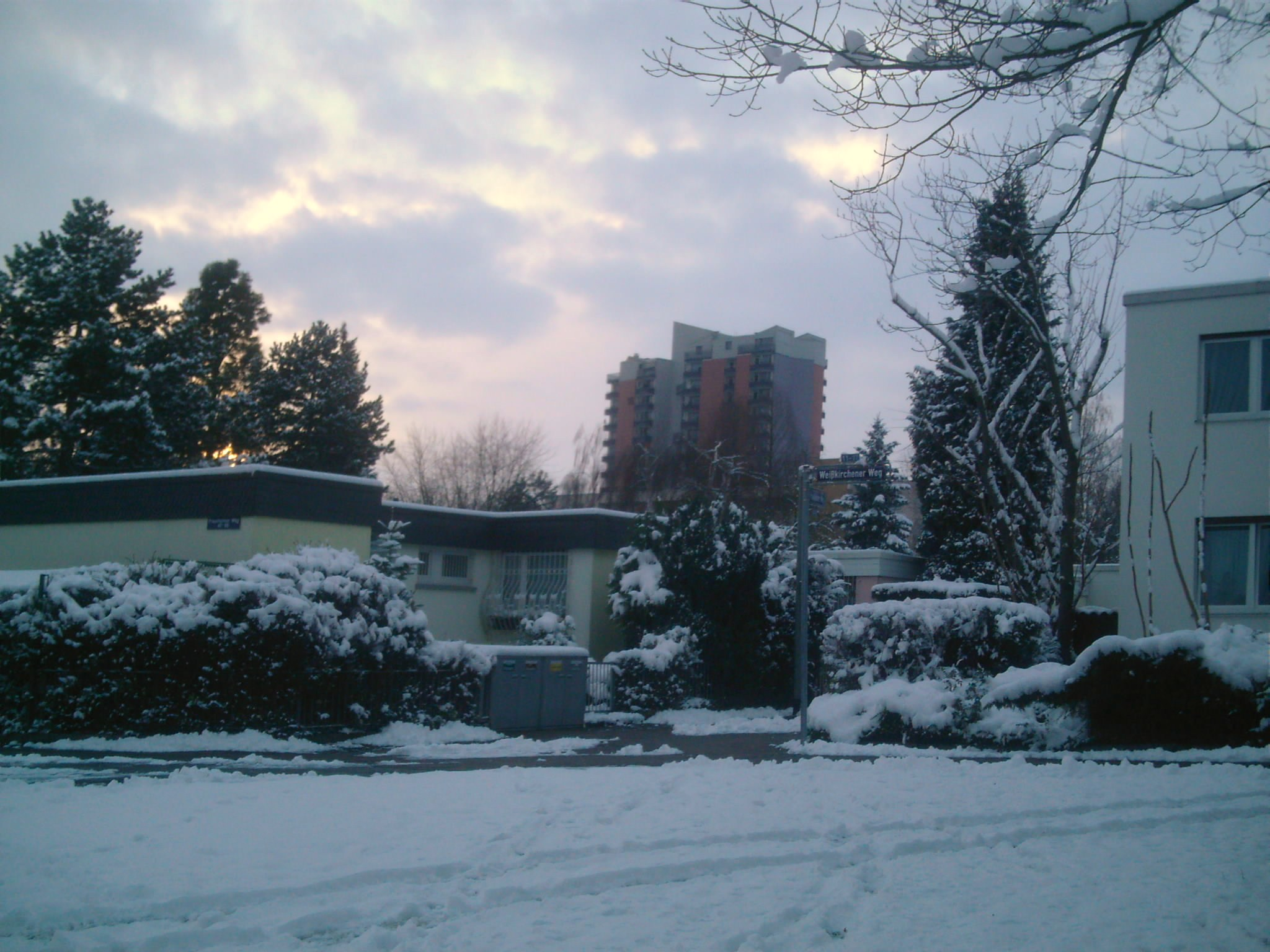
Mischung der Haustypen in der Nordweststadt

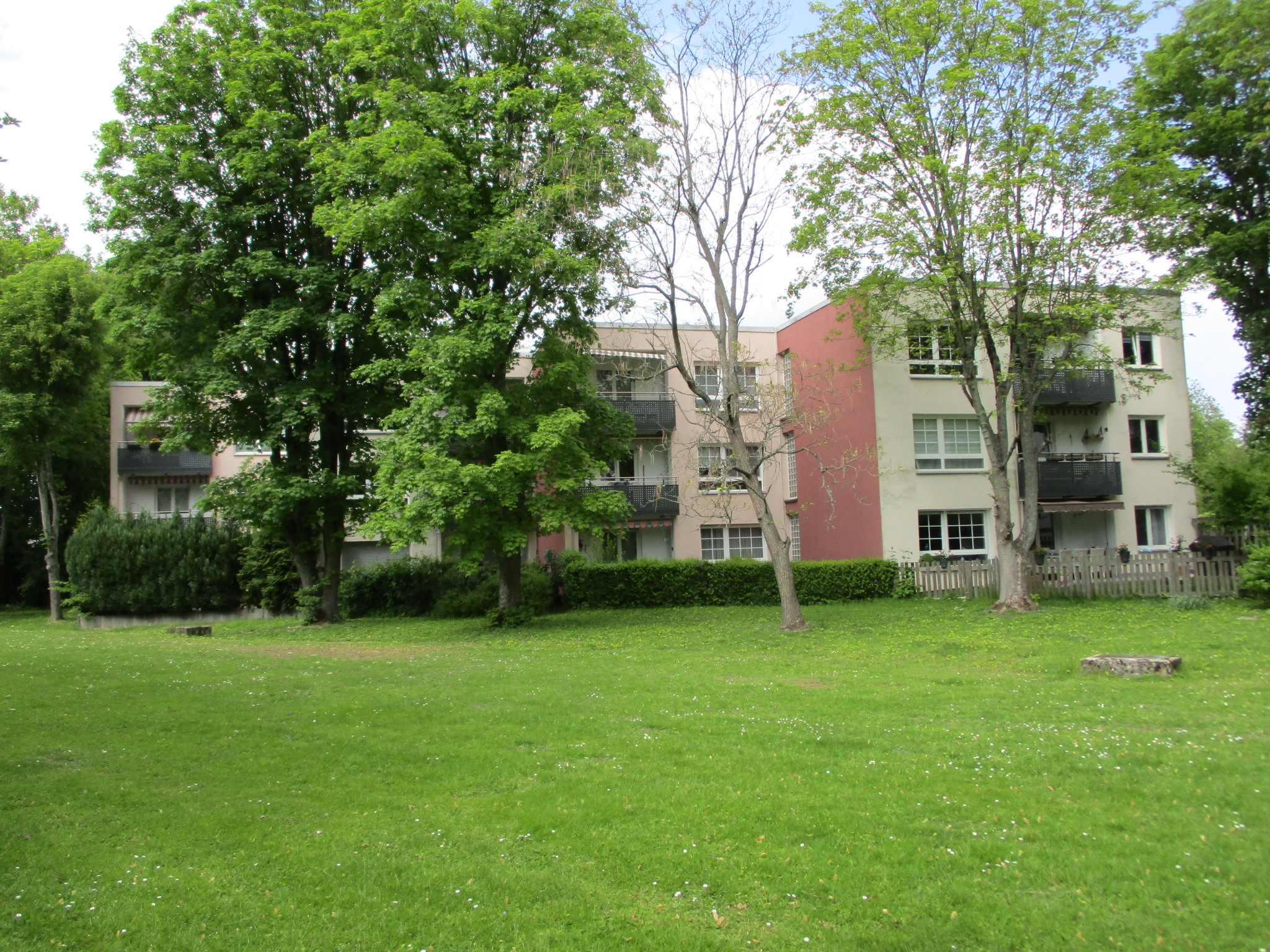
Wohnhäuser nach Sanierung

Aufgrund der großen Nachfrage nach Wohnungen in den 1950er Jahren und den wenigen Baulandreserven wandten sich die beiden großen Wohnungsbaugesellschaften Nassauische Heimstätte und Gewobag im Mai 1955 an die Stadt Frankfurt mit dem Vorschlag, nördlich von Niederursel eine neue Wohnsiedlung zu bauen. Da die Landwirte gegen eine Bebauung ihrer Äcker waren und weil die südlich von Niederursel gelegene Fläche als Ergänzung der Römerstadt z. T. bereits als mögliche Baufläche ausgewiesen war, entschied die Stadt, anstelle des ursprünglichen Vorschlags den letztgenannten Bereich für die Nordweststadt vorzusehen. Das 170 Hektar große Stadtviertel wurde für 25.000 Menschen konzipiert. Mit einem kulturellen und kommerziellen Stadtteilzentrum sollten alle öffentlichen und privaten Einrichtungen für sie und die in der Nachbarschaft lebenden Bürger, insgesamt etwa 50.000 Personen, geschaffen werden.
Für das Gebiet wurde im Frühjahr 1959 unter Architekten ein Wettbewerb ausgelobt. Die Jury bestand aus dem Frankfurter Oberbürgermeister Werner Bockelmann, dem Planungsdezernenten Hans Kampffmeyer und mehreren Architekten u. a. Max Guther, Hans-Bernhard Reichow, Rudolf Hillebrecht, Franz Schuster und Ernst May, der den Vorsitz führte. Die Architekten Walter Schwagenscheidt und Tassilo Sittmann gewannen nur einen dritten Preis, wurden aber, nach Überarbeitung des Entwurfs, vom Planungsdezernenten Hans Kampffmeyer schließlich mit der Planung beauftragt.
Die neuartige „Raumstadt“ sollte überwiegend aus Gebäudegruppen mit Zeilenbauten, Hochhäusern und Reihenhäusern bestehen. Die Bauten sind konsequent rechtwinklig ausgerichtet und gut belichtet. Das städtebauliche Konzept berücksichtigt die vorgegebene Lage der überörtlichen Straßen und des Stadtteilzentrums. Der Entwurf von Schwagenscheidt wurde unter anderem aufgrund der Vielfalt der vorgeschlagenen Wohnungstypen prämiert. Die Zusammensetzung der geplanten 7500 Wohnungen sollte der Frankfurter Bevölkerungsstruktur entsprechen und eine sozial gemischte Bewohnerschaft ermöglichen. Die Geschosswohnungen, die gegenüber 10 % an Einfamilienhäusern 90 % des Bestandes ausmachen, sollten differenziert sein in: 5 % 1-Zimmer-Wohnungen, 20 % 2-Zimmer-Wohnungen, 60 % 3-Zimmer-Wohnungen, 15 % 4-Zimmer und Mehrzimmerwohnungen.
Die Gesamtleitung lag bei dem Baudezernat der Stadt Frankfurt am Main. Die Gruppe um Schwagenscheidt übernahm im Stadtplanungsamt die städtebauliche und künstlerische Leitung des Projekts. Neben den Stadt-, Verkehrs- und Landschaftsplanern und den Architekten der Wohngebäude, Schulen und Kirchen waren auch Ingenieure für Straßenbau und Infrastruktur, Geodäten und die Liegenschaftsverwaltung eingebunden.
Um die Planung umsetzen zu können, musste das Bauland beschafft und die Grundstücke beordnet werden. Im Gebiet der Nordweststadt lagen etwa 1500 Parzellen, die rund 500 privaten Besitzern gehörten. Darunter waren 35 hauptberufliche, meist aus Niederursel stammende Landwirte, zwei Ziegeleibetriebe und fünf Gärtnereien. Einigen Landwirten konnte für die entfallende Erwerbsgrundlage Ersatz im benachbarten Praunheimer Hofgut angeboten werden. Auf der Grundlage eines Wertgutachtens, das die Preise je Quadratmeter mit 4,10 DM bis 10,00 DM festlegte, einigte die Stadt sich nach langen Verhandlungen mit den Eigentümern über den Grunderwerb.
Alle Gebäude der Nordweststadt werden durch Fernwärme beheizt. Über unterirdische Leitungen sind sie an das im Nordosten befindliche Müllheizkraftwerk Frankfurt angeschlossen.
1968 wurde die rund 8 Kilometer von der Frankfurter Innenstadt entfernte Trabantensiedlung an die erste Linie der neuen U-Bahn angeschlossen. So konnten die Einwohner in kürzester Zeit die City erreichen. Gleichzeitig wurden auch mehrere Bildungs- und Kinderbetreuungseinrichtungen, Kirchen und Gemeinschaftstreffpunkte gebaut. Errichtet wurden 6931 Wohneinheiten durch 10 Wohnungsbaugesellschaften (Neue Heimat, Aktienbaugesellschaft für kleine Wohnungen, Aktiengesellschaft Hellerhof, Nassauisches Heim etc.), sechs Wohnungsbaugenossenschaften (Volks-, Bau- und Sparverein, Baugenossenschaft der Ostdeutschen Landsmannschaften etc.) sowie weiteren teils privaten Bauträgern. Bis 1968 dauerte der Bau der Großsiedlung, Restarbeiten zogen sich bis 1971 hin. Alle Gebäude sind exakt in Nord-Süd- oder Ost-West-Richtung ausgerichtet und die Mehrfamilienhäuser haben überdurchschnittliche Abstände voneinander. Die Fußwege verlaufen getrennt vom Fahrverkehr, oft werden sie mit schmalen Brücken über die Ringstraßen geführt. Die Anliegerstraßen münden meist in einer der 40 Tiefgaragen, in denen sich insgesamt ca. 2750 Stellplätze befinden. Das unterirdische Parken trägt zumindest im Innern der Wohngebiete zu dem positiven, von Grünflächen und Spielplätzen geprägten Erscheinungsbild bei. Die Siedlung ist durch große, vom Landschaftsarchitekten Erich Hanke konzipierte Grünflächen in überschaubare Nachbarschaften gegliedert. Grüner Mittelpunkt der als ruhig geltenden Urbanisation ist der unter Mithilfe von amerikanischen Soldaten geschaffene und 1971 eröffnete Martin-Luther-King-Park, dessen kleiner Weiher in einer ehemaligen Tongrube liegt.
Die ursprünglich weißen Putzfassaden der Häuser wurden ab 1978 nach einem Farbkonzept von Tassilo Sittmann farbig gestrichen, um den Bewohnern und Besuchern eine bessere Orientierung zu bieten. In späteren Jahren wurden viele Gebäude zur energetischen Sanierung auch gedämmt.
1980 wurde die Nordweststadt durch eine vierstreifige Schnellstraße, die Rosa-Luxemburg-Straße, an die Bundesautobahn 66 angeschlossen. Damit wurde auch die Anbindung an die Innenstadt erheblich verbessert.
Im Gegensatz zu kompakten Großsiedlungen der 60er und 70er Jahre in anderen Städten ist die Nordweststadt heute in deutlich geringerem Maße von sozialen Problemen betroffen und zählt aufgrund der inzwischen ausgewachsenen, früher nur in Ansätzen erkennbaren, umfangreichen Stadtteilbegrünung nicht mehr zu den schlechtesten Gebieten Frankfurts.
Trotz einiger Kritik gehört die Nordweststadt zu den lebenswertesten Trabantenstädten Deutschlands, was auf einige städtebauliche Grundgedanken zurückzuführen ist, wie etwa genügend Raum zwischen den Häusern für Licht und Sichtachsen, verschiedenste Wohnungstypen vom Einfamilienhaus oder Reihenhaus über kleinere Mehrfamilienhäuser bis zum Hochhaus, eine vernünftige Verkehrsführung und die gewollte soziale Mischung der Bewohner.

## Bildung

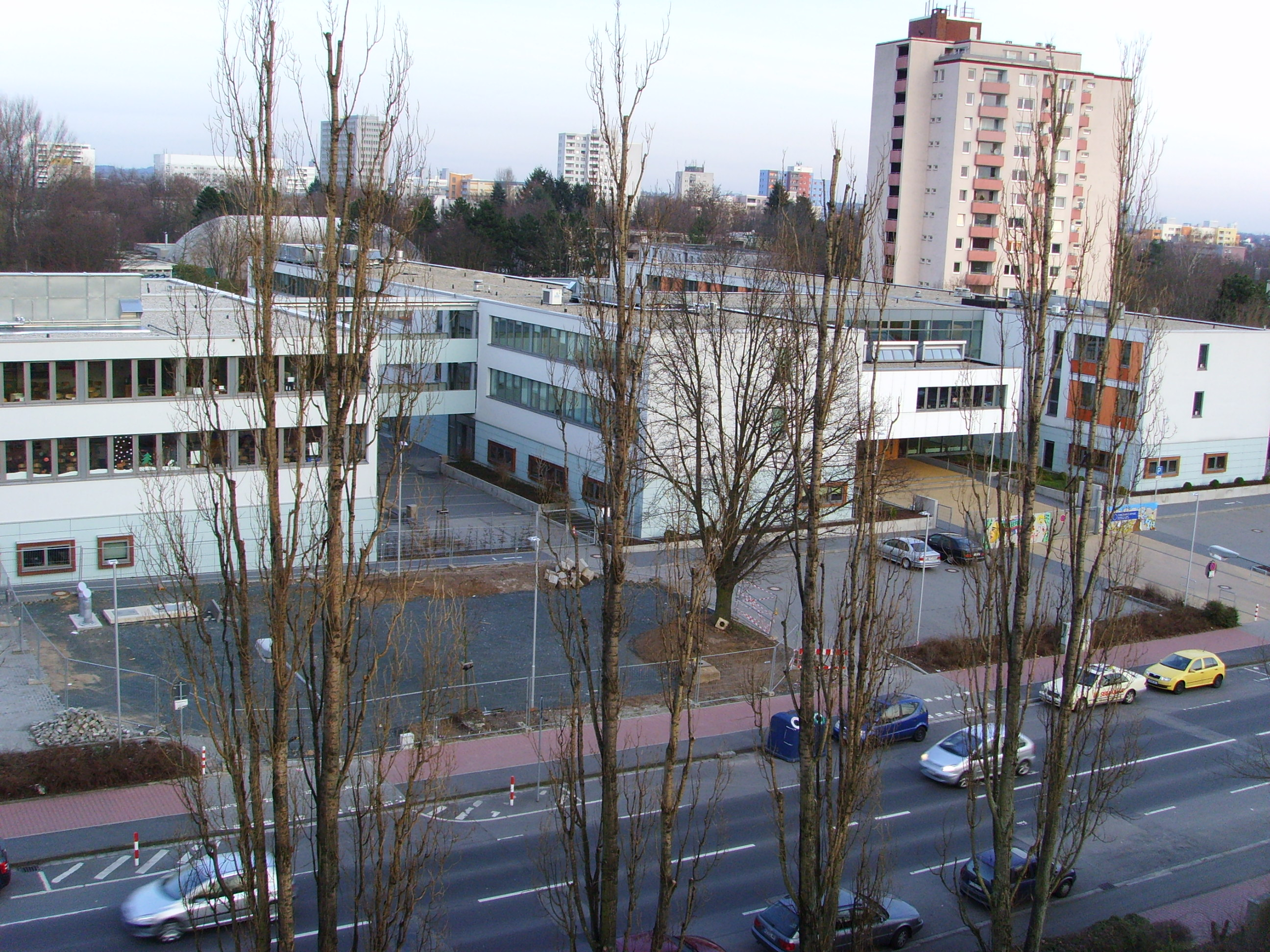
Europäische Schule (Teilansicht)

Die am zentralen Grünzug gelegene Ernst-Reuter-Schule war eine der ersten integrierten Gesamtschulen in Hessen und hatte daher auch pädagogisch Modellcharakter. Architekten der 1965 fertiggestellten Schulgebäude mit Schwimm- und Sporthalle waren Franz Schuster und Günter Silz. In unmittelbarer Nähe, auf dem Gelände der ehemaligen Ernst-Reuter-Schule II am Praunheimer Weg, ist auch die neu errichtete Europäische Schule Frankfurt zu finden: ein Kindergarten und eine Grundschule mit anschließendem Gymnasium. Dies ist eine jener offiziellen Schulen, die gemeinsam von den Regierungen der Mitgliedstaaten der Europäischen Union gegründet wurden. Die Schule genießt die Rechte einer öffentlich-rechtlichen Bildungseinrichtung. Sie wird zwar hauptsächlich von den Kindern von Angestellten der EU genutzt, steht aber auch Schülern der übrigen Frankfurter Wohnbevölkerung offen, soweit es die Kapazität zulässt.  Etwas weiter nördlich am Praunheimer Weg befindet sich mit der Erich-Kästner-Schule, seit 1963 eine städtische Grundschule. Ganz im Westen am Gerhart-Hauptmann-Ring liegt die Mosaikschule, heute eine Förderschule für Kinder und Jugendliche mit dem Förderschwerpunkt „Geistige Entwicklung“, die in den ersten Jahrzehnten der Nordweststadt als Grundschule fungierte.

## Religionen
Vier Gotteshäuser nebst Gemeinderäumen und Kindergärten wurden mit der Nordweststadt von den beiden christlichen Kirchen gebaut. Im Nebenzentrum an der Thomas-Mann-Straße befinden sich die 1965 geweihte katholische St. Matthiaskirche der Architekten Hermann Mäckler und Alois Giefer und die 1969 fertiggestellte evangelische Dietrich-Bonhoeffer-Kirche des Architekten Werner W. Neumann. Das 1966 geweihte Kirchenzentrum an der Ernst-Kahn-Straße umfasst die katholische St. Sebastianskirche des Architekten Johannes Krahn und die evangelische Cantate-Domino-Kirche. Die Gemeindehäuser am Gerhart-Hauptmann-Ring und am Hammarskjöldring (Haus-Nrn. 75–77) wurden aufgegeben. Letztere Liegenschaft wurde im Jahr 2003 mit Reihenhäusern bebaut. Zwischenzeitlich gibt es mit der As-Salam-Moschee ein islamisches Gotteshaus an der Thomas-Mann-Straße.

## Leben und Einkaufen

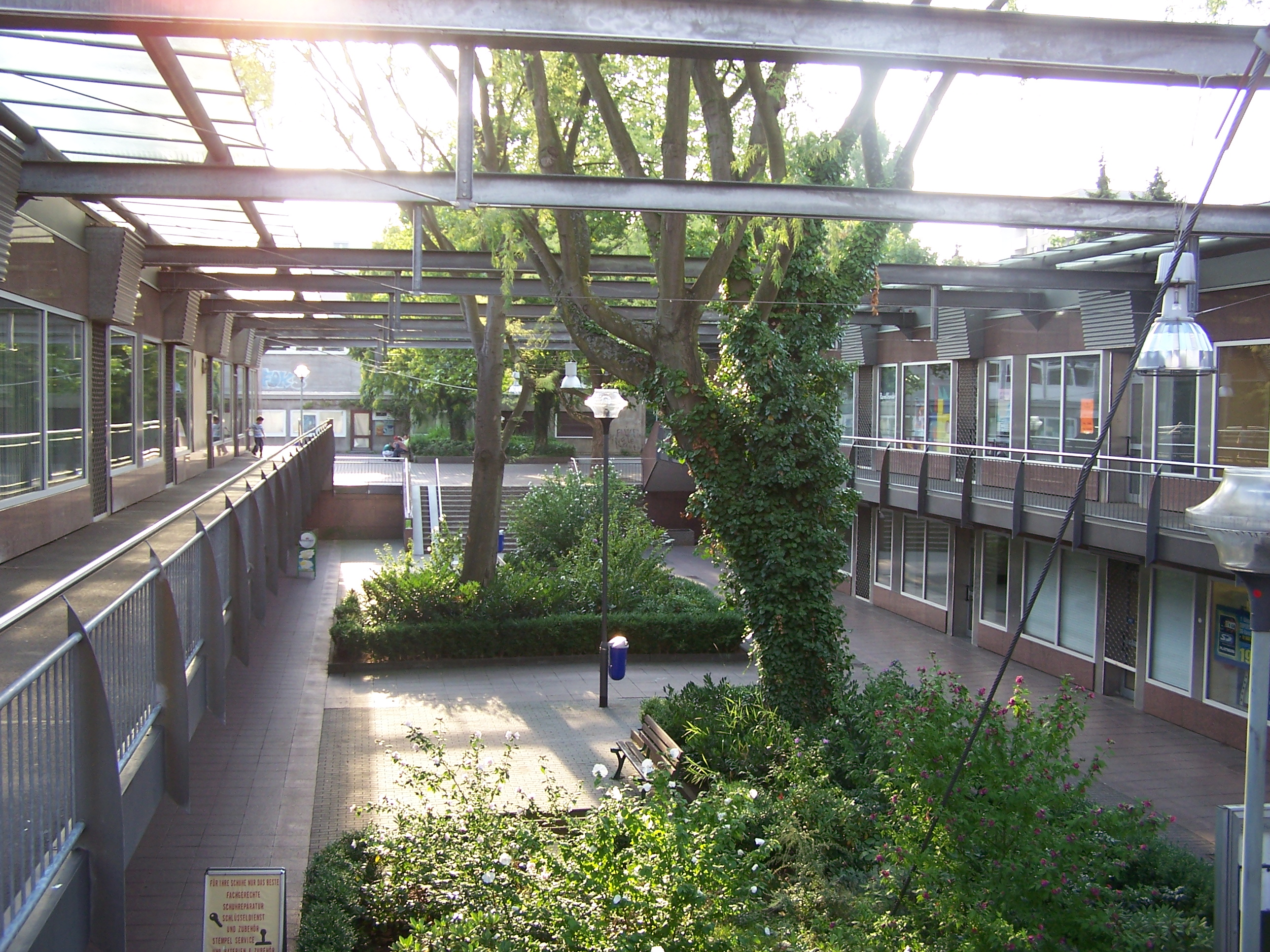
Das „kleine Zentrum“ in der Thomas-Mann-Straße

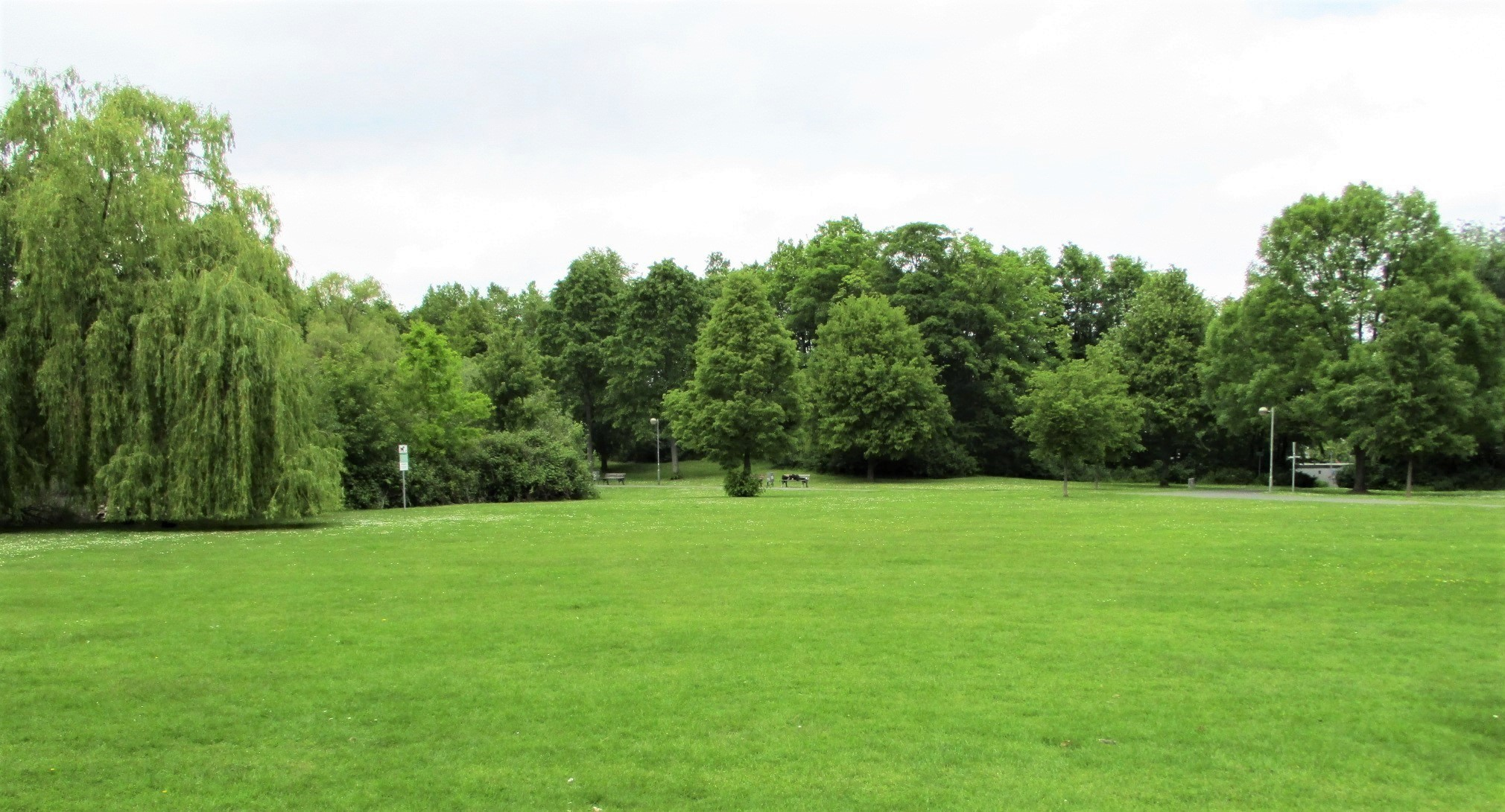
Martin-Luther-King-Park

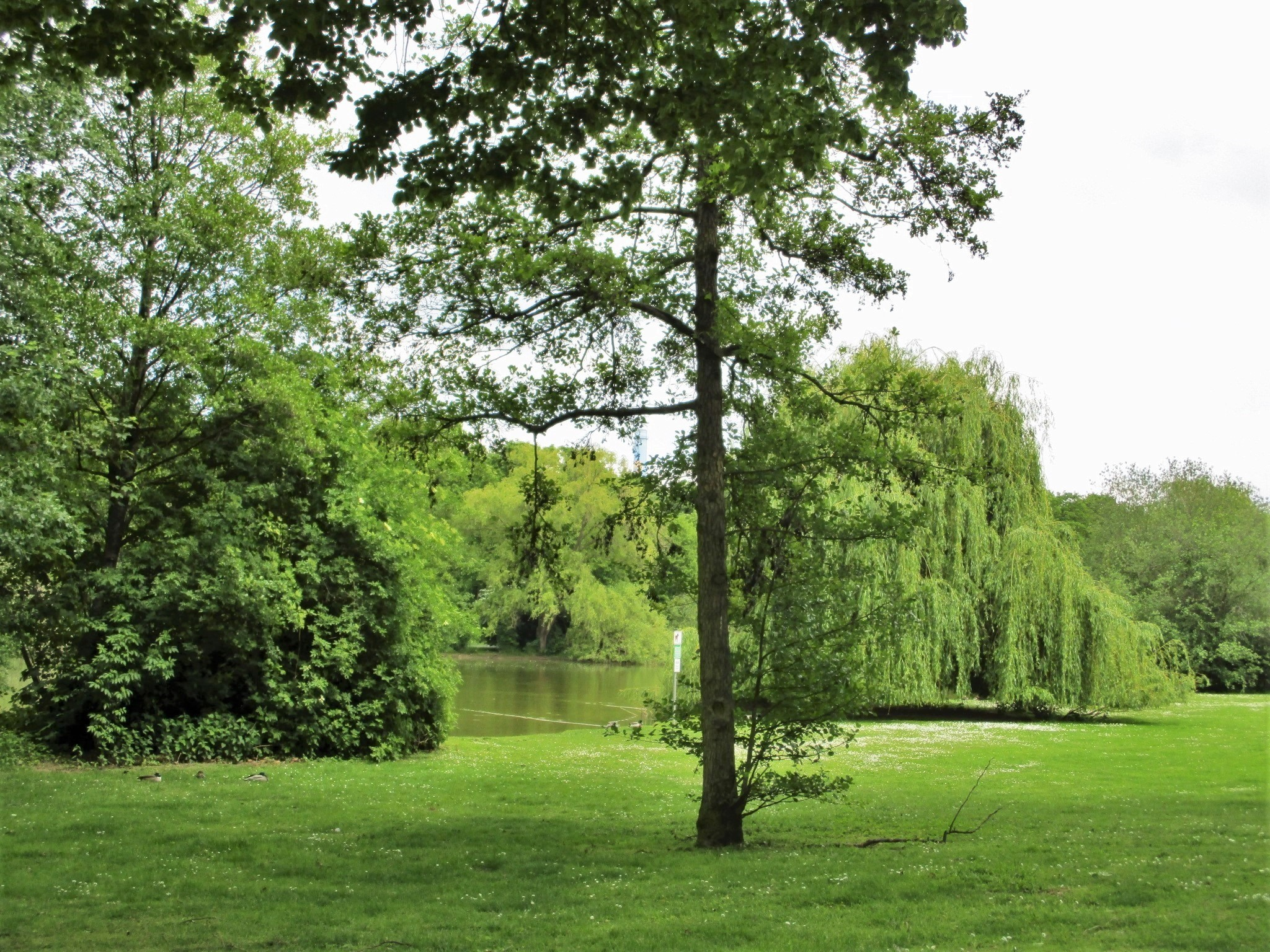
Weiher im Martin-Luther-King-Park

Geschäftlicher Mittelpunkt ist das 1965–68 von den Architekten Otto Apel, Hansgeorg Beckert und Gilbert Becker errichtete und mehrfach umgebaute und erweiterte Nordwestzentrum, das Einkaufen auf mehreren Ebenen ermöglicht. Die etwa 150 Geschäfte werden durch verschiedene öffentliche Einrichtungen ergänzt: Bürgerhaus, Schwimmbad (Titus-Thermen), Bücherei, Feuerwache, Polizeirevier, Kindertagesstätte und Sozialrathaus (ehemals auch eine Fachhochschule, die Ende der 1990er Jahre zugunsten weiterer Verkaufsfläche verlagert wurde). Daneben existiert noch ein „Kleines Zentrum“ in der Thomas-Mann-Straße. Ein zweites im Hammarskjöldring wurde 2006 abgerissen. Ursprünglich waren sie architektonisch als bürgernahe Alternativangebote zum „Großen Zentrum“ gedacht. Insbesondere das „Kleine Zentrum“ hat jedoch unter dem enormen Erfolg des Nordwestzentrums stark gelitten und seine Geschäftsräume stehen heute zum Teil leer. Durch Initiative des Vereins Brücke 71 e. V. wurde es jedoch wieder zu neuem Leben erweckt. In unmittelbarer Nähe des Nordwestzentrums befindet sich seit den 1970er Jahren ein großer alternativer Abenteuerspielplatz, auf dem sich Kinder unter Anleitung von Sozialarbeitern auf dem großen Gelände ein eigenes Holzhaus zimmern und nutzen können.

## Grünanlagen
Die Nordweststadt liegt in der Nähe des Frankfurter Grüngürtels. In unmittelbarer Nähe befindet sich der Martin-Luther-King-Park, welcher sich Richtung Niederursel erstreckt und auch mit einem größeren Spielplatz ausgestattet ist. Der Grüngürtel-Wanderweg entlang der Nidda und der Volkspark Niddatal sind ebenfalls gut erreichbar.

## Hip-Hop in der Nordweststadt
Seit den 1980er-Jahren gibt es in der Nordweststadt eine Hip-Hop-Szene. So stammen die Rapper Azad und D-Flame aus dem Stadtteil. Diese damals unbekannten Rapper gründeten die Gruppe Asiatic Warriors und arbeiten heute an Soloprojekten. Des Weiteren stammen auch Jeyz, die Rapper Tone, Yassir, Hanybal, Reezy und Senna Gammour, Mitglied der Band Monrose, welche aus der fünften Staffel der Castingshow Popstars hervorging, aus der Nordweststadt. 

## Persönlichkeiten
- Emre Can, Fußballspieler, deutsche Nationalmannschaft
- Joel Gerezgiher, Fußballspieler
- Reezy, Rapper
- Walter Hanusch, Bildhauer
- Azad, Rapper